# Silkai járás
A Silkai járás (oroszul Шилкинский район) járás Oroszország Bajkálontúli határterületén. Székhelye Silka.
A járást 1926-ban hozták létre.

## Népessége
- 2002-ben 47 453 lakosa volt.
- 2010-ben 43 194 lakosa volt.